# Championnat d'Espagne de football 1979-1980
Navigation
Championnat d'Espagne 1978-79 Championnat d'Espagne 1980-81
Le Championnat d'Espagne de football de Primera División 1979-1980 est la 49e édition de ce championnat.

## Classement
| Rang | Équipe                 | Pts  | J  | G  | N  | P  | Bp | Bc | Diff |
| ---- | ---------------------- | ---- | -- | -- | -- | -- | -- | -- | ---- |
| 1    | Real Madrid T C        | 53   | 34 | 22 | 9  | 3  | 70 | 33 | +37  |
| 2    | Real Sociedad          | 52   | 34 | 19 | 14 | 1  | 54 | 20 | +34  |
| 3    | Real Sporting de Gijón | 39   | 34 | 16 | 7  | 11 | 47 | 34 | +13  |
| 4    | FC Barcelone           | 38   | 34 | 13 | 12 | 9  | 42 | 33 | +9   |
| 5    | Real Betis Balompié P  | 36   | 34 | 12 | 12 | 10 | 42 | 40 | +2   |
| 6    | Valence CF C2          | 36   | 34 | 12 | 12 | 10 | 50 | 42 | +8   |
| 7    | Athletic Bilbao        | 35   | 34 | 15 | 5  | 4  | 52 | 44 | +8   |
| 8    | Séville FC             | 34   | 34 | 14 | 6  | 14 | 50 | 47 | +3   |
| 9    | UD Salamanca           | 34   | 34 | 13 | 8  | 13 | 37 | 37 | 0    |
| 10   | Real Saragosse         | 33   | 34 | 13 | 7  | 14 | 43 | 40 | +3   |
| 11   | UD Las Palmas          | 32   | 34 | 13 | 6  | 15 | 36 | 49 | -13  |
| 12   | Atlético Madrid        | 31   | 34 | 10 | 11 | 13 | 38 | 44 | -6   |
| 13   | AD Almería P           | 31   | 33 | 10 | 11 | 12 | 41 | 50 | -9   |
| 14   | Espanyol Barcelone     | 30   | 34 | 9  | 12 | 13 | 28 | 37 | -9   |
| 15   | Hércules Alicante      | 28   | 34 | 8  | 12 | 14 | 36 | 39 | -3   |
| 16   | Rayo Vallecano         | 26   | 34 | 9  | 8  | 17 | 46 | 61 | -15  |
| 17   | Burgos CF              | 20   | 34 | 5  | 10 | 19 | 29 | 61 | -32  |
| 18   | CD Málaga P            | 19-3 | 34 | 8  | 6  | 20 | 28 | 58 | -30  |

- Champion et qualification pour la Coupe des clubs champions 1980-1981 en tant que champion
- Qualification pour la Coupe des vainqueurs de coupe de football 1980-1981 en tant que tenant du titre
- Qualification pour la Coupe UEFA 1980-1981
- Relégation en Segunda División

Notes :
1. ↑  Málaga ne s'est pas présentée au match de la 27e journée, contre Almería, qui s'est déroulé à Algésiras après la fermeture du Stade de La Rosaleda de Málaga. La Fédération royale espagnole de football a accordé une victoire à Almería, tandis que Málaga a été pénalisée par une déduction de trois points.

## Bilan de la saison
| Tableau d'Honneur                 |             |
| Compétition                       | Vainqueur   |
| Championnat d'Espagne de football | Real Madrid |
| Coupe d'Espagne de football       | Real Madrid |

| Promotions et relégations    |                                               |
| Relégués en Segunda División | Rayo Vallecano CD Málaga Burgos CF            |
| Promus en Primera División   | Real Murcie Real Valladolid Osasuna Pampelune |